# بخش گرین (شهرستان هریسون، اوهایو)
بخش گرین (به انگلیسی: Green Township) یک منطقهٔ مسکونی در ایالات متحده آمریکا است که در شهرستان هریسون، اوهایو واقع شده‌است.
 بخش گرین ۹۲٫۲۶ کیلومتر مربع مساحت و ۱٬۸۸۷ نفر جمعیت دارد و ۳۶۵ متر بالاتر از سطح دریا واقع شده‌است.